# Скотники-Дуже
Скотники-Дуже (пол. Skotniki Duże) — село в Польщі, у гміні Бусько-Здруй Буського повіту Свентокшиського воєводства.
Населення — 307 осіб (2011).
У 1975-1998 роках село належало до Келецького воєводства.

## Демографія
Демографічна структура на день 31 березня 2011 року:
|          | Загалом | Допрацездатний вік | Працездатний вік | Постпрацездатний вік |
| -------- | ------- | ------------------ | ---------------- | -------------------- |
| Чоловіки | 151     | 27                 | 106              | 18                   |
| Жінки    | 156     | 32                 | 88               | 36                   |
| Разом    | 307     | 59                 | 194              | 54                   |